# Бочка (герб)
Бочка (пол. Beczka) — шляхетський герб литовського походження.

## Опис герба
В червоному полі золота бочка. Над шоломом корона. Намет червоний, підбитий золотом.
Герб, таким чином є промовистим.
В іншому варіанті бочка розташована на боці.

## Історія герба
Згідно геральдиста Юліуша Кароля Островського зародження гербу є невідомим. Герб, очевидно, було надано одним із Великих Князів Литовських.
Герб внесений до Гербовника дворянських родів Царства Польського, частина 1, стор. 47.

## Роди
Бечковичі, які оселилися спочатку в Дорогочинській землі і називалися Бечки. З них Якуб Бечка, близько 1676 року володів земським маєтком. Нащадки його, прозвалися Бечковичами й жили у Плоцькій губернії.
Тадеуш Гайль подає наступні роди, що користувалися цим гербом: Бечка (Beczka), Бечко (Beczko), Бечкович (Beczkowicz), Бечковський (Beczkowski), Варенський (Waręski).
За деякими даними, до цього гербу належав рід також Беднарчик (Bednarczyk) (лише та родина Беднарчиків, що мешкала в районі Нового Гаю).